# 房凤
房凤（?—?），西汉儒学学者。字子元，琅琊郡不其縣（今山东省青島市城陽區）人。
房凤跟隨尹更始学习《谷梁傳》，後來學習《左傳》，開始為縣都尉，後來驃騎將軍王根推薦，官至光祿大夫、五官中郎將。當時劉歆建議太學立《春秋左氏傳》，漢哀帝向儒生詢問情況，房凤和王龔贊成，但是丞相孔光等人都反對，之後左遷九江郡太守。

## 延伸阅读
[在维基数据编辑]
 《漢書·卷088》，出自班固《漢書》